# Röse von Børudlo
Die Röse von Børudlo ist ein Steinhügelgrab am Bøveien westlich von Randaberg bei Stavanger in der Fylke Rogaland in Norwegen.
Die Röse (norwegisch Gravrøys) hat etwa 26,0 m Durchmesser und ist etwa 3,5 Meter hoch. Sie hatte einst einen Durchmesser von etwa 30,0 Metern. Die Form des Steinhügels wurde im Norden durch die Landwirtschaft und Straßen im Osten und Westen gestört, die Teile der Röse abschnitten. Oben ist ein kleiner Krater erkennbar.
Børudlo ist ein Grabhügel, dessen Nutzung von der späten Bronze- bis zur frühen Eisenzeit reicht. 
In der Nähe liegen die Rösen Grøderøysa und Løndshaug.